# Fuchsia pachyrrhiza
Section
Espèce
Fuchsia pachyrrhiza est une espèce de plantes à fleurs dicotylédones de la famille des Onagraceae. Ce Fuchsia très rare, originaire des Andes péruviennes, est l'unique espèce de la section Pachyrrhiza, dont c'est par conséquent aussi l'espèce type. Elle a été décrite en 1988 par les botanistes Paul Edward Berry et Bruce Alan Stein. L'épithète spécifique pachyrrhiza signifie « grosses racines », en référence aux épais tubercules que forment les parties souterraines au pied de la tige.

## Répartition géographique
Cette espèce est originaire du pays suivant : Pérou.